# Gunggräna
Gunggräna is een plaats in de gemeente Uppsala in het landschap Uppland en de provincie Uppsala län in Zweden. De plaats heeft 56 inwoners (2005) en een oppervlakte van 12 hectare. Gunggräna ligt op een schiereiland dat grenst aan een baai behorend tot het noordelijke deel van het Mälarmeer. De overige directe omgeving van Gunggräna bestaat uit landbouwgrond en wat bos. De stad Uppsala ligt zo'n tien kilometer ten noorden van het dorp.